# Schizothorax pseudoaksaiensis
Schizothorax pseudoaksaiensis ist eine mittelgroße Karpfenfischart aus Zentralasien.
Sie wird in Kirgisistan Issyk-Kul Marinka und auf Russisch Иле сазаны oder Илийская маринка
genannt. In China heißt die Fischart 伊犁裂腹魚.

## Synonyme
Schizothorax pseudoaksaiensis wurde früher synonym auch als Racoma pseudoaksaiensis, Schizothorax argentatus pseudoaksaiensis oder Schizothorax kessleri bezeichnet.
Es existiert eine Unterart Schizothorax pseudoaksaiensis pseudoaksaiensis.

## Verbreitung
Schizothorax pseudoaksaiensis ist in einigen zentralasiatischen Ländern wie im autonomen chinesischen Gebiet Xinjiang, in Kirgisistan und Kasachstan verbreitet. Die Spezies kommt überwiegend in Bergflüssen und -seen wie dem Tal des Balchaschsee, dem Tarim und Ili vor. Verbreitet ist Schizothorax pseudoaksaiensis auch in Suiding und Zhaosu.

## Beschreibung
Die langsamwüchsige Schizothorax pseudoaksaiensis erreicht normalerweise nur eine Körperlänge von 40 Zentimetern, in Ausnahmefällen aber auch bis 90 Zentimeter und einem Gewicht von 12 Kilogramm. Vor allem im Balchaschsee, Tarim- und Ilin-Fluss werden besonders schwere Exemplare gefangen.
Die Lebensdauer wird mit 12 bis 19 Jahren angegeben.

## Lebensweise
Über die Lebensweise von Schizothorax pseudoaksaiensis ist so gut wie nichts bekannt.

## Nutzung
Schizothorax pseudoaksaiensis dient lokal als Speisefisch.

## Gefährdungssituation
In vielen Regionen steht Schizothorax pseudoaksaiensis kurz vor der Ausrottung.
Dammbau und fremde eingeführte Fischarten sind die ursächlichen Bedrohung der Population von Schizothorax pseudoaksaiensis. Besonders im Ili-Fluss ist der Bestand drastisch zurückgegangen.